# Бурчацьк (станція)
Бурчáцьк — проміжна залізнична станція 5-го класу Запорізької дирекції Придніпровської залізниці на електрифікованій лінії Запоріжжя I — Федорівка між станціями Таврійськ (10 км) та Пришиб (11 км). Розташована в селі Бурчак Василівського району Запорізької області.

## Історія
Станція відкрита 1895 року під час будівництва головного ходу приватної Лозово-Севастопольської залізниці.
У 1969 році станція електрифікована постійним струмом (=3 кВ) в складі дільниці Запоріжжя I — Мелітополь.

## Пасажирське сполучення
На станції Бурчацьк до повномасштабного російського вторгнення в Україну (з 2022) зупинялися приміські електропоїзди Мелітопольського напрямку. Наразі рух приміських поїздів Мелітопольського напрямку тимчасово припинений.